# Worms Clan Wars
Worms Clan Wars es un videojuego de estrategia por turnos desarrollado por Team17 y forma parte de la serie Worms. Fue lanzado en Windows el 15 de agosto de 2013, pero ahora también está disponible en Mac OS X y Linux.

## Gameplay
Al igual que en los juegos anteriores de Worms, la campaña para un solo jugador cuenta con veinticinco misiones en cinco entornos: Prehistóricos, Vikings, Incas, Feudales de Japón y Revolución Industrial. La historia de la campaña se centra en un personaje llamado Tara Pinkle (voz de Katherine Parkinson ), quien sirve como narrador del juego, además de ofrecer misiones para el equipo. Además del modo de campaña, el juego también cuenta con diez misiones Worm Ops que cuenta con modos de ataque por tiempo.
El juego sigue en los primeros juegos de la serie, en la que los equipos de gusanos se turnan para utilizar una variedad de armas y artículos con el fin de eliminar los equipos de la oposición. El juego, al igual que Worms Revolution, tiene cuatro clases diferentes cada una mejorada con nuevas habilidades especiales. Este es también el primer juego de Worms que agrega el soporte de Steam Workshop.
Worms Clan Wars ha mejorado el juego en línea. El juego permite a los jugadores crear clanes y chatear en WormNET, el propio lobby del juego y el sistema de chat. 

## Recepción
Worms Clan Wars recibió críticas mixtas a positivas. Actualmente tiene una puntuación Metacritic de 74/100 y una puntuación de GameRankings de 72.50%.